# Ophrys kojurensis
Ophrys kojurensis är en orkidéart som beskrevs av Peter Gölz. Ophrys kojurensis ingår i ofryssläktet, och familjen orkidéer. Inga underarter finns listade i Catalogue of Life.